# Świętopietrze
Świętopietrze (tzw. denar świętego Piotra - wł. obolo di San Pietro) – polska nazwa opłaty wnoszonej na rzecz papiestwa z racji jego zwierzchnictwa nad danymi ziemiami. Przez Polskę świętopietrze świadczone było od XI w. do 1555 r.. Wznowione w 1871 przez papieża Piusa IX.

## Historia świętopietrza

### Świętopietrze jako czynsz[2]
Po raz pierwszy decyzję o wprowadzeniu świętopietrza podjął żyjący w VIII wieku król Wesseksu, Ine. Po przerwie w płaceniu tej daniny wznowił ją w XI wieku Wilhelm Zdobywca. W Anglii płacenia świętopietrza zaprzestano w roku 1534. Podobną daninę wprowadzono także w niektórych innych krajach, np. w Szwecji i Danii. 
W Polsce świętopietrze wprowadzono za rządów Mieszka I, co wiąże się z poddaniem przez niego państwa Polan pod opiekę Stolicy Apostolskiej (dagome iudex). Świętopietrze jako danina lenna płacone było początkowo przez władców, później (prawdopodobnie od XI w.) obowiązek jego płacenia spadł bezpośrednio na ludność. W XIV wieku kolektorami świętopietrza w Polsce byli: Andrzej de Verulis (Andrzej z Veroli, 1325-1330), Piotra de Alwernia (Piotr z Owernii, 1325-1334), Galhard de Carceribus (Galhard z Carces, 1334-1342), Arnold de la Cancina (1344-1371) i Piotr syn Stefana (1373-74). Sporządzone przez nich sprawozdania dały historykom podstawę do przybliżonych obliczeń zaludnienia poszczególnych parafii. 
Przeciwnikiem płacenia świętopietrza był m.in. Jan Ostroróg, twierdzący, że jest to wyraz ograniczenia suwerenności państwa polskiego. Świętopietrze w formie trybutu lub czynszu przetrwało do reformacji – jego poboru zaniechano po 1555.

### Świętopietrze jako danina zwyczajowa
Pius IX w encyklice Saepe Venerabilis (5 sierpnia 1871) nadał formalny charakter zwyczajowi przekazywania wsparcia finansowego Stolicy Apostolskiej przez laickich członków Kościoła łacińskiego oraz innych ludzi. Dziesięcina oddawana jest do lokalnych parafii lub diecezji, podczas gdy świętopietrze kierowane jest bezpośrednio do Watykanu. Papież wykorzystuje te pieniądze do celów dobroczynnych.
Obecnie zbiórka pieniędzy odbywa się raz w roku, w niedzielę najbliższą dacie 29 czerwca. Kościół łaciński obchodzi wtedy uroczystość liturgiczną Świętego Piotra oraz Świętego Pawła. Do najbardziej szczodrych darczyńców zaliczają się USA, Włochy, Niemcy, Hiszpania, Francja, Irlandia, Brazylia oraz Korea Południowa. Watykan podaje sumę otrzymanych datków w corocznym sprawozdaniu finansowym.
W 2020 r. z powodu pandemii COVID-19 świętopietrze zbierane było wyjątkowo 4 października.

## Kontrowersje
W 2019 roku ujawniono, że maltański fundusz inwestycyjny Centurion Global Fund, finansowany głównie ze świętopietrza, potajemnie kupował luksusowe nieruchomości w Londynie oraz finansował takie filmy, jak biografia Eltona Johna pt. Rocketman ze scenami seksu homoseksualnego albo film Men in Black: International z serii Faceci w Czerni. Z tego powodu w 2020 roku władze Watykanu zwolniły kardynała Giovanniego Angelo Becciu ze stanowiska prefekta, a w 2021 oskarżyły tegoż kardynała oraz dziewięć innych osób o nabycie londyńskiej nieruchomości korzystając ze świętopietrza. Proces Becciu będzie pierwszym procesem kardynała w sądzie karnym Watykanu.